# Kloster Bonnevaux (Vienne)
Das Kloster Bonnevaux (Vienne) (Bona vallis) – nicht zu verwechseln mit dem Kloster Bonnevaux (Dauphiné) – ist eine ehemalige Zisterzienserabtei in der Gemeinde Marcay im Département Vienne, Region Nouvelle-Aquitaine, in Frankreich, rund 16 km südwestlich von Poitiers am Ufer der Rhume.

## Geschichte
Das Kloster wurde 1119 von dem damals noch nicht dem Zisterzienserorden angehörenden Kloster Cadouin gegründet, schloss sich aber bereits 1124 als Tochterkloster von Cadouin dem Zisterzienserorden an und gehörte damit der Filiation der Primarabtei Pontigny an. Die Kirche ist in der Folge der Religionskriege abgegangen. Die übrigen Gebäude wurden zu einem Schloss umgebaut. Während der Französischen Revolution fand das Kloster 1791 sein Ende.

## Bauten und Anlage
Erhalten ist in einem Privatanwesen ein Teil des Kreuzgangs.